# La Torre del Senyor (Espluga de Serra)
La Torre del Senyor, anomenada lo Tossal és una muntanya de 1.210,2 metres que es troba a l'antic municipi d'Espluga de Serra, de l'Alta Ribagorça, ara del terme de Tremp, a la comarca del Pallars Jussà.
Està situat a ponent i a prop del poble de la Torre de Tamúrcia i al nord-est dels Masos de Tamúrcia.